# テウルギア
テウルギア（ギリシア語：θεουργία; テウールギアー）は、神々の御業への祈願もしくは神々の来臨の勧請という意図をもって行われる儀式の営みを指す。特に、神的なるものとの合一（ヘノーシス）および自己の完成を目指して行われる。その儀礼は実質的に魔術的なものともみなされる。
日本では以前から降神術という訳語が当てられることが多かったが、近年では原義に基づいて神働術と訳されるようになっている。動神術、神通術とも。

## 概説
古代後期の魔術にはテウルギアとゴエーテイアという対照的な類型があった。テウルギアは神官のような立派な人物の行う高尚な魔術とされ、一方、ゴエーテイアは怪しげな山師的人物の行う詐欺的または卑俗な形態の魔術とされる傾向にあった。このような区別は魔術を非難する側と擁護する側の対立を反映しているとする見方もある。当時から魔術にはいかがわしい詐欺的なものであるとの悪評があり、プリニウスは『博物誌』の中で魔術は医術や宗教が混淆して無益な形態にまで堕した欺瞞的なものにすぎないとした。一方で魔術の実践者は、魔術にとって有利な説明を行ったり、高尚な魔術と低俗な魔術とを区別しようとした。
テウルギアの語義は逐語的には「神的な働き」とされ、その意味にはいくつかの解釈がありうる。ゲオルク・ルックは、テウルギアには神を動かす術という意味と、人を神的にする行という意味があり、いずれも儀式や瞑想を通じて神との神秘的合一という同じ目標を目指すものであると指摘した。5世紀の新プラトン学派のプロクロスはテウルギアを大仰に定義し、「あらゆる人智にも勝る力であり、天恵たる予言の才や秘儀伝授の浄めの力を含み、要するにあらゆる神憑りの業である」（『プラトンの神学』）とした。20世紀のギリシア哲学研究者E・R・ドッズはこれを引用し、テウルギアは神の啓示などに依拠して宗教的な目的に用いられた魔術であると述べ、その方法は概して低俗な魔術に類似しており、いわばその宗教的な応用であったと論じた。ルックはこれについて、宗教と魔術は分かちがたく結びついているとの観点から、あらゆるテウルギア的業は宗教的な面と魔術的な面を併せ持っていると指摘している。また、当時の宗教情勢を考慮すると、テウルギアには（特に、ユリアヌス帝が支持し、その治下で盛行した時には）キリスト教に対抗して古来の神々の優越性を示そうとする企図があったとも考えられる。したがって実質的には古代ギリシア・ローマの多神教の一種の末期形態であったという見方もある。

## 新プラトン主義
テウルギアとは「神的な働き」を意味する。記録の上でのこの言葉の初出は2世紀中葉の新プラトン主義文献『カルデア神託』にある（断片153 デ・プラス（パリ、1971年）：テウールゴスたちは運命に支配された群衆の内に入らぬものなれば）。西洋のテウルギアの源泉は後期ネオプラトニズム哲学、とりわけイアンブリコスに見出すことができる。後期ネオプラトニズムでは、霊的宇宙は〈一者〉からの一連の流出であるとされた。〈一者〉より〈神的精神〉（ヌース）が流出し、次いで〈神的精神〉より〈世界霊魂〉（プシューケー）が流出する。新プラトン主義者は、〈一者〉は絶対的に超越的なものであり、流出においては上位のものは何も損なわれることもなければ下位のレベルに伝達されることもなく、下位の諸流出によって変化することもないと説いた。
古代の新プラトン主義者は多神教徒であったとみなされているが、ある種の一元論を採用した。
プロティノス、そしてイアンブリコスの師であったポルピュリオスにとって、流出とは次のようなものであった。
- ト・ヘン (τό ἕν) すなわち〈一なるもの〉：無味の〈神性〉。〈善なるもの〉とも呼ばれる。
- ヌース (Νοῦς) すなわち〈精神〉：〈普遍的意識〉、これよりプシューケーを生ずる。
- プシューケー (Ψυχή) すなわち〈霊魂〉：個の霊魂と世界霊魂の両者を含み、最終的にピュシスに至る。
- ピュシス (Φύσις) すなわち〈自然〉。

プロティノスはテウルギアを行うことを望む人々に観想〔テオーリア〕を勧奨した。その目指すところは神的なものとの再統合であった（これをヘノーシスという）。そのためかれの学派は瞑想もしくは観照の一派の観を呈した。ポルピュリオス（かれ自身はプロティノスの弟子であった）の門弟であったカルキスのイアンブリコスは、祈祷や、宗教的であると同時に魔術的でもある儀式を伴う、より儀式化されたテウルギアの方法を教えた。イアンブリコスは、テウルギアは神々の模倣であると信じ、主著『エジプト人の秘儀について』において、テウルギア的祭儀は、受肉せる魂に宇宙の創造と保護という神的責任を負わせる「儀式化された宇宙創成」であると表現した。
イアンブリコスの分析するところでは、超越的なるものは理性を超えたものであるがゆえに心的観想によっては把握しえない。テウルギアは、存在の諸階層を通じて神的「しるし」を辿ることによって超越的本質を回復することを目指す一連の儀式と作業である。アリストテレス、プラトン、ピュタゴラス、そして『カルデア神託』の呈示する事物の枠組というものを理解するためには教養が重要である。テウルゴス（神働術者）は「類似のものを以て類似のものを」作用させる。物質的なレベルでは、物質的なシンボルと「魔術」によって、より高いレベルでは、心的かつ純粋に霊的な実践によって。神働術師は物質において神的なるものを調和させることから始め、最終的に魂の内なる神性を〈神的なるもの〉と合一させる段階に達する。

## ユリアヌス帝
ユリアヌス帝（332年-363年）は、新プラトン主義哲学を奉じ、キリスト教を新プラトン主義的な異教に置き換えることに取り組んだ。かれの死と、当時の帝国中に広がっていたキリスト教主流派の影響力のため、この企ては不首尾に終わったが、かれはいくつかの哲学と神学の著作を物した。中でも太陽への賛歌はよく知られている。かれの神学において、太陽神ヘーリオスは神々と光の極致である理想的な範例であり、神的流出の象徴であった。彼は太母神キュベレーも尊崇した。
ユリアヌスは祭儀的テウルギアを支持し、供犠や祈りを重んじた。かれはイアンブリコスの思想の影響を強く受けていた。